# Protapanteles malshri
Protapanteles malshri är en stekelart som först beskrevs av Sathe och Inamdar 1991.  Protapanteles malshri ingår i släktet Protapanteles och familjen bracksteklar. Inga underarter finns listade i Catalogue of Life.